# فرانك أونيل
فرانك أونيل (بالإنجليزية: Frank O'Neill)‏ (13 أبريل 1940 بدبلن في جمهورية أيرلندا - ) هو لاعب كرة قدم أيرلندي في مركز الهجوم. شارك مع منتخب جمهورية أيرلندا لكرة القدم. أما مع النوادي، فقد لعب مع باتريك أتلتيك ونادي أرسنال ونادي دوندالك ونادي شامروك روفرز وووترفورد يونايتد وبوسطن روفرز ‏ ودوري أيرلندا الحادي عشر ‏ وأثلون تاون ‏.

## وصلات خارجية
- فرانك أونيل على موقع الاتحاد الأوربي (الإنجليزية)
- فرانك أونيل على موقع قاعدة بيانات كرة القدم.إي يو (الإنجليزية)